# فاجعه موشکی ندلین
فاجعهٔ موشکی ندلین، حادثه‌ای بود که در پی آزمایش ناموفق دومین موشک قاره‌پیمای اتحاد جماهیر شوروی به نام آر-۱۶ به وقوع پیوست. این فاجعه، که انفجار ناشی از آن از فاصلهٔ ۵۰ کیلومتری قابل رویت بود، به کشته و زخمی شدن ده‌ها تن از اشخاص مهم و دانشمندان موشکی اتحاد شوروی، از جمله مارشال میتروفان ندلین، فرماندهٔ یگان استراتژیک موشکی اتحاد جماهیر شوروی انجامید.

## رقابت‌های موشکی
با کلید خوردن برنامه موشکی اتحاد جماهیر شوروی از اوایل عصر اتم که نخستین حاصل آن موشک آر-۱ بود (در واقع نسخه روسی موشک وی-۲ ساخت آلمان نازی)، این کشور تا پایان دههٔ ۱۹۵۰ میلادی به سه نوع موشک استراتژیک دست یافت. موشک‌های آر-۵ (اس. اس ۳)، آر-۱۲ (اس اس-۴) و موشک آر-۷ (اس اس-۶)، که به ترتیب موشکهای کوتاه برد، میان برد و قاره‌پیما بودند. در آغاز، خاک ایالات متحده به دلیل فاصلهٔ زیاد با اتحاد جماهیر شوروی از تیررس موشکهای این کشور که قادر به حمل کلاهک هسته‌ای نیز بودند در امان بود اما ورود موشک آر-۷ بعنوان نخستین موشک قاره‌پیمای جهان این معادله را دگرگون ساخت. این موشک با برد ۸۰۰۰ کیلومتری خود می‌توانست خاک ایالات متحده را هدف قرار دهد اما در این بین مشکلات مهمی نیز ظاهر شدند از قبیل:
1. این موشک سوخت مایع بود. موشک‌های سوخت مایع از دو مخزن در بدنهٔ خود بهره می‌برند، یک مخزن برای سوخت و دیگری برای اکسید کننده که نقش هوا برای سوخت را ایفا می‌کند. آر-۷ از ترکیب سوخت کرایوژنیک بهره می‌برد، که شامل الکل (سوخت) و اکسیژن مایع (اکسید کننده) بود. این ترکیب می‌تواند نیروی رانش زیادی نسبت به سوخت جامد ایجاد کند، اما در مقابل معایبی نیز دارد همچون سمی بودن سوخت و اسیدی بودن آن، که در صورت نگه داشتن سوخت در مخزن بیش از حد معمول سبب خورندگی و آسیب به اجزای داخلی موشک می‌شود.
2. این موشک دارای ابعاد بسیار بزرگی بود، که جابجایی آن را بسیار دشوار می‌ساخت. موشک آر-۷ دارای ۳۴ متر طول و ۱۰ متر قطر می‌باشد اما موشک آر-۱۶ دارای ۳۱ متر طول و ۳ متر قطر است.
3. فرایند سوخت‌گیری ۳۲ ساعت زمان می‌برد و موشک را تنها می‌شد برای ۸ ساعت عملیاتی نگه داشت.
4. به دلیل هزینه‌های هنگفت، اتحاد شوروی تنها ۶ سایت برای آر-۷ تأسیس کرد که دو مورد قادر بودند تا خاک ایالات متحده را هدف قرار دهند.

متقابلاً، ایالات متحده آمریکا بعنوان قطب دیگر جنگ سرد، تا اواخر دههٔ ۱۹۵۰ به فناوری موشک قاره‌پیما دست یافت و تا این زمان حدوداً ۴۰ فروند از آن را در اختیار داشت. بعلاوه، این کشور در خاک ایتالیا و ترکیه نیز پایگاه‌های موشکی را تأسیس کرده بود که می‌توانست بخش اروپایی اتحاد شوروی و خصوصاً مسکو را هدف حملات اتمی قرار دهد. در این شرایط، شوروی خود را نیازمند سلاحی می‌دید تا با اتکا بر آن بتواند سایهٔ تهدید حملهٔ اتمی از خاک خود بر خاک ایالات متحده را گسترش دهد. در ۱۷ دسامبر ۱۹۵۶، پروژهٔ جدیدی به مؤسسهٔ او.ک. ب ۵۸۶ به ریاست مهندس میخاییل یانگل، واگذار شد. موشک جدید می‌بایست از ترکیب سوختی جدیدی که شامل دیمیل هیدرازین نامتقارن (سوخت) و نیتروژن تتراکسید (اکسید کننده) بهره می‌برد، استفاده کند. این ترکیب نه تنها خطر کمتری داشت، بلکه باعث کاهش زمان سوختگیری و افزایش مدت زمانی بود که موشک را می‌شد در وضعیت جنگی نگاه داشت. این ترکیب، دیرجوش بود، بدین معنا که مدت زیادی طول می‌کشید تا به نقطه جوش برسد و یکی از دلایل مخالفت جدی کورلوف با بکارگیری چنین ترکیبی این بود که کشور نیاز فوری به موشک داشت و برنامه سوخت مذکور نیز هنوز در مراحل اولیه به سر می‌برد. طراحی موشک تا نوامبر ۱۹۵۷ کامل شد، یک هیئت بررسی در پوشش تیم بازرسی و در حقیقت برای پیشبرد سریعتر تشکیل شد. در ژانویه ۱۹۵۸، هیئت مذکورگزارشی را تسلیم دولت کرد که از باوجود مشکلات عدیده، حاکی از امکان عملیاتی شدن موشک بود. در ۲۸ اوت ۱۹۵۸، دولت دستورالعمل ۱۰۰۳–۴۷۶ را صادر کرد که تاریخ مراحل پیش روی عملیاتی شدن موشک را شرح داده بود بدین صورت:
ژانویه ۱۹۶۱: آغاز آزمایش‌های تونل باد
اکتبر تا دسامبر ۱۹۶۲: آغاز پرتاب‌های آزمایشی
در ابتدای سال ۱۹۵۹، در ارتباط با بحران برلین، شوروی مجبور شد تا روند عملیاتی شدن را تسریح ببخشد. در کنار آن، شوروی بر روی پروژه دیگری نیز کار می‌کرد که نتیجه آن موشک دوربردبرد آر-۱۴ بود.
در گزارشی که خود شخص یانگل یه نیکیتا خروشچف تسلیم کرد، خاطر نشان کرده بود که عملیاتی شدن موشک با سرعت درجریان است و به بنیهٔ محکمی برای امنیت ملی اتحاد شوروی بدل خواهد گشت.
در می ۱۹۵۹، پروژهٔ هر دو موشک آر۱۴ و آر-۱۶ به مؤسسهٔ طراحی اس.ک. ب-۳۵۸ تحت نظر ویکتور ماکییف منتقل شدند و سرعت روند عملیاتی شدن دوچندان گشت، کورولف نیز کار برروی پروژهٔ آر-۹ را آغاز کرد. موشک آر-۱۶ در اواخر ۱۹۶۰ وارد مرحلهٔ آزمایش شد و به منظور انجام پرتاب‌های آزمایشی، محلی در پایگاه باینکور به موشک‌های آر-۱۶ اختصاص داده شد. این مجموعه شامل سه سایت بود، سایت شماره ۴۱، شامل دو سکوی پرتاب و پست فرماندهی زیر زمینی بود. سایت شماره ۴۲، محل استقرار متخصصان به منظور پیشبرد فرایندهای آزمایش و پرتاب و سایت شماره ۴۳ که محل سکونت تمامی افراد دخیل در پروژه بود. تست‌های کارخانه ای موشک در اوت ۱۹۶۰ انجام گرفت. در ۲۶ سپتامبر ۱۹۶۰، نخستین نمونهٔ آزمایشی با کد ۸کا۶۴ وارد پایگاه باینکور شد. فرماندهٔ یگان استراتژیک موشکی شوروی، مارشال ندلین، طراح ارشد آر-۱۶، میخاییل یانگل را بعنوان بعنوان سرپرست هیئت پروژهٔ پرتاب آزمایشی منصوب کرد. در ۲۱ اکتبر، موشک از مجموعه آزمایشی سایت ۴۲ خارج و برای استقرار بر روی سکو به سایت ۴۱ منتقل شد.

## آغاز روند تست پرتاب
ندلین، بنا به اهداف سیاسی که در سر داشت و مصمم بود تا توجه مقامات ارشد دولت را به خود جلب کند، تصمیم گرفت تا پرتاب آزمایشی مصادف با سالگرد انقلاب اکتبر صورت پذیرد، این امر به نوعی ضرب شستی به ایالات متحده نیز محسوب می‌شد. از طرفی، یانگل از رقبای کورلوف بود و مصمم بود تا محبوبیت وی در کرملین را از آن خود کند؛ لذا هر دو بر سرعت بخشیدن به روند کارها تأکید داشتند و این به معنای نادیده گرفتن نه تنها بسیاری از اصول ایمنی، بلکه بسیاری از مراحل و کنترل چک‌هایی بود که بایستی برای حصول اطمینان از عملکرد موشک انجام گیرند. این درحالی بود که هنوز برای انتقال موشک به سکو و قرار دادن آن در وضعیت عملیاتی ۱۰ ماه زمان نیاز بود. اما هیئت نظارت، ساعت ۷ بعد ازظهر ۲۳ اکتبر را برای نخستین پرتاب درنظر گرفت.
به دلیل خطراتی که توأم با چنین آزمایش‌هایی است، در حین سوختگیری تمام افرادی که نیازی به حضورشان در بخش عملیاتی نیست، می‌بایست هرچه سریعتر این بخش را ترک کنند. برخلاف کورلوف، یانگل معتقد بود که افراد نیازی به گذراندن دوره‌های شبیه‌سازی شده ندارند و تنها دوره‌های تئوری کافیست زیرا این کار تنها به فوت وقت می‌انجامد.
موشک در آخرین مراحل آماده‌سازی به سر می‌برد. اصول ایمنی در چنین شرایطی اقتضا می‌کند که تمامی افرادی که وظیفه ای در سایت پرتاب ندارند بایستی آنرا ترک و به محل امنی بروند اما ندلین دستور داده بود تا ۱۵۰ نفر از پرسنل، از جمله یانگل در سایت حضور داشته باشند. بیشتر متخصصانی که در سایت حضور داشتند، همگی فاقد تجربه بودند و برای نخستین بار بود که یک موشک را در وضعیت عملیاتی قرار می‌دادند. پرسنل حدود ۷۲ ساعت و به‌صورت شبانه‌روزی بر روی موشک کار می‌کردند. در اواخر کار، یک ایراد فنی سر برآورد و مشخص شد که سوخت موشک درحال نشت کردن است. طبق اصول ایمنی، اگر موشک نیاز به تعمیر داشته باشد، به دلیل جلوگیری از سوانحی همچون انفجار و آتش‌سوزی و خطری که سوخت کرایوژنیک برای افراد و محیط دارد، سوخت موشک باید تخلیه و خود موشک از سکو جدا گشته تا به سایت‌های کنترل بازگردد. اما چون ندلین بر اتمام کار در اسرع وقت اصرار داشت، دستور داد تا موشک بر روی سکو تعمیر شود و برای جلوگیری از انتقال موشک به سایت ۴۲، میز کار خود را به کنار سکو منتقل کرد تا شخصاً بر فرایند تعمیرات نظارت داشته باشد. همان‌طور که پیشتر ذکر شد، در موشک‌های سوخت مایع، دو مخزن در بدنه قرار دارد و محتوای مخزن‌ها توسط یک توربوپمپ به درون محفظهٔ احتراق پمپاژ می‌شوند. پیش از محفظهٔ احتراق، شیر کنترل واقع شده‌است. یاندل در طراحی آر-۱۶ بجای شیر کنترل از صفحات مخصوصی استفاده می‌کرد که مسیر ورود سوخت و اکسید کننده به محفظهٔ احتراق را مسدود می‌کرد، با کنار رفتن صفحات، سوخت کرایوژنیک وارد محفظهٔ احتراق می‌شد. این صفحات مشکلات متعددی داشتند از قبیل قابل تعویض نبودن، قابل کنترل و نظارت نبودن (برخلاف شیرهای کنترل که از طریق سیستم‌های نظارت قابل کنترل است) و اینکه تنها یکبار می‌شد این صفحات را باز کرد و بستن آنها غیرممکن بود.
در ساعت ۶ عصر ۲۳ اکتبر، تصمیم گرفته شد که مشکلات رفع و پرتاب به روز بعد موکول شود. زمانی که مشکل نشت سوخت برطرف شد، صفحات بایستی باز می‌شدند تا سوخت وارد محفظه احتراق شود و موشک آمادهٔ پرتاب گردد. یانگل، برای اطمینان از عملکرد درست صفحات، به کنار سکو رفت تا شخصاً صدای به جریان افتادن سوخت را بشنود. این کار بسیار غیراصولی و خطرناک بوده ضمن اینکه اگر لازم به حضور در کنار سکو و موشک باشد، می‌بایست از بادگیر و ماسک ضدگاز استفاده شود. یانگل حتی ماسک ضد گاز نیز با خود نداشت زیرا ماسک سبب مختل شدن شنوایی می‌گردد.

## آخرین لحظات پیش از وقوع حادثه
روز ۲۴ اکتبر، همه چیز برای پرتاب آماده شده بود. یانگل، تصمیم گرفت تا برای بکار انداختن مدارهای الکتریکی موشک، از منبع برق داخلی خود موشک بجای برق سکو استفاده کند. بوریس کونوپلوف، طراح ارشد سیستم‌های کنترل در اتوبوسی در بیرون از سایت حضور داشت. اعضای هیئت بازرسی در ایستگاه کنترل زمینی IP-1B که ۸۰۰ متر از سایت فاصله داشت حضور یافتند. کمی پیش از پرتاب، تأخیر ۳۰ دقیقه ای اعلام شد. ندلین که خروشچف دوبار با وی تماس گرفته بود و از سوی کرملین تحت فشار بود، به داخل سایت رفت و در این حین چندی از همکاران وی نیز برای حل مشکل وارد سایت شدند. شایان ذکر است که در موشکها و تمام تجهیزاتی که دارای موتور درون‌سوز هستند، وسیله ای به نام دلکو - Distributor- (که در موشکها به اختصارPTR خوانده می‌شود) وجود دارد که وظیفهٔ آن کنترل جریان الکتریکی می‌باشد. دلکو دارای شمع‌های جرقه زن بوده که در محفظه احتراق واقع شده‌اند و با ایجاد جرقه سبب مشتعل شدن سوخت می‌گردند. در موشک آر-۱۶، از دلکوی A-120 استفاده شده بود. متخصصان به اشتباه دلکوی موشک را روی حالت پس از پرتاب تنظیم کرده بودند، این بدان معنا بود که با ایجاد جریان برق دلکو به کار خواهد افتاد اما اگر بر روی حالت آماده به کار تنظیم شود، حتی با وجود جریان برق نیز عمل نخواهد کرد و تنها با فشار دادن دکمهٔ پرتاب به کار خواهد افتاد.

## انفجار در سایت ۴۱
ژنرال گرچیک بعدها خاطر نشان ساخت که وی پیشنهاد خارج کردن موشک از وضعیت عملیاتی و بازگشت به سایت ۴۲ را داده اما ندلین در پاسخ گفت که در یک جنگ اتمی، چنین کارهای بیهوده ای تنها ائتلاف وقت است. در ساعت ۱۸:۴۵ دقیقه، ناگهان انفجار شدیدی که حریق ناشی از آن ۱۲۰ متر به آسمان رفت و حرارت ناشی از آتش‌سوزی تا ۳۰۰۰ درجه سانتیگراد می‌رسید، به وقوع پیوست. ده‌ها تن، از جمله خود ندلین در جا کشته شدند. تعدادی از پرسنل که در اطراف سکو بر روی زمین مستقر بودند، سعی کردند تا از محل فاصله بگیرند اما با سیم‌های خاردار که حریم ایمنی سکو را معین می‌کردند برخورد کردند و در نتیجه همگی طعمهٔ آتش شدند، جسد تمامی آنان با آسفالت اطراف سکو یکسان شده بود. تعداد بسیاری نیز در اثر نشت گازهای سوخت کرایوژنیک، هم در بیرون و داخل سایت دچار خفگی شدند. دقایقی پیش از حادثه، ژنرال میکرین، یانگل و یوسیفیان برای کشیدن سیگار به بخش دیگری از سایت رفته بودند، یکی از متخصصان حاضر در سایت به نام بوگلوف پیشنهاد داد تا ندلین را قانع کنند تا تعویق پرتاب را اعلام کند که ناگهان با صدای مهیب و افرادی که به سوختگی دچار شده بودند و مدام این طرف و آن طرف می‌دویدند مواجه شدند. سرهنگ ماترنین، فرماندهٔ سایت ۴۱، فوراً دستور داد تا افراد ماسک‌های ضد گاز بزنند و از سایت خارج شوند.
یکی دیگر از طراحان ارشد مؤسسه او.کا. ب ۵۸۶ از وقایع آن شب نقل می‌کند:
"هنگامی که به من جمع یانگل و ماترنین پیوستم، ماترنین را که همیشه آرام و خونسرد بود، بسیار مضطرب و مشوش یافتم. سعی کردم وی را آرام کنم که در این بین صدای انفجار مهیبی به گوش رسید. ما به اتاق کنترل رفتیم، ستوان یکم تاران که مسئول آماده سازی پنل‌های کنترل و پرتاب بود، به همراه چند تن از مهندسان که وظیفهٔ نظارت بر روند اماده سازی را داشتند، با چشم‌های پر از خون و فرورفته در بهت و حیرت درآنجا یافتم. من به سمت پریسکوپ واقع در پناهگاه رفتم و دیدم که سکو غرق در آتش شده."
دو نفر از افسران مستقر در ایستگاه کنترل، ستوان دوم کلیموف و ستوان ماسلوف تیمی ۳۰ نفره مشتکل از سربازان را سازماندهی و به محل حادثه رفتند. آنان نخستین مجروحان را به بیمارستان پایگاه که در سایت ۴۳ واقع شده بود منتقل کردند. پزشکان و آتش نشانان نیز فوراً در سایت ۴۱ حضور یافتند. بیشتر بازماندگان به سوختگی حاد دچار و به بیمارستان منتقل شدند. اجساد در محفظه‌های مخصوص مهر و موم شدند تا بعدها آزمایش‌هایی جهت تشخیص هویت بر روی آنها صورت پذیرد. این امر آسانی نبود زیرا بخش اعظم کالبد آنان در آتش‌سوزی کاملاً نابود شده بود. تنها نشانه‌های بازمانده از مارشال ندلین، روبان درجهٔ مارشالی و ساعت مچی وی بود. جسد کونوپلوف به وسیلهٔ اندازه‌گیری قد تعیین هویت شد. ۱۴ تن از مجروحان که جراحت‌های آنان شدید بود فوراً برای جراحی پلاستیک به مسکو، لنینگراد و روستوف منتقل شدند. فردای همان روز یانگل با در تماس تلفنی که با شخص خروشچف داشت، گزارش کرد که ندلین، کونوپلوف و فیرسکو جان خود را از دست داده‌اند. در فاصلهٔ میان دوم نوامبر تا سوم ژانویه ۱۹۶۳، لو گریشین و سه نفر از کارکنان سایت ۴۱ دراثر جراحت شدید جان خود را از دست دادند. برخی نه تنها دچار سوختگی درجه ۳، بلکه آلوده به گاز سمی نیز شده بودند. در ابتدا افسران حاضر در بیمارستان از دادن جزئیات خودداری کردند، اما چون پزشکان برای یافتن راه حل نیاز به دانستن دلیل جراحت و آلودگی داشتند، لذا افسران موضوع را برای آنان فاش کردند. در مجموع ۴۹ نفر به بیمارستان منتقل شدند که ۱۶ نفر از آنها جان باختند. مجموع کشته‌ها ۹۲ نفر بود که ۸ تن غیرنظامی و مابقی نظامی بودند. جسد ۸۴ نفر از کارکنان نظامی پایگاه در گور دسته جمعی که امروزه محل پارک سربازان باینکور است دفن شدند. جسد مهندسان تحویل خانواده‌هایشان شد و دولت اعلام کرد که این افراد در سانحهٔ هوایی کشته شده‌اند.
این حادثه سبب کشته شدن بسیاری از چهره‌های برجستهٔ صعنت موشکی اتحاد شوروی شد از جمله:

## کمیته تحقیق
اندکی پس از حادثه، یانگل خروشچف را از موضوع مطلع کرد. پس از آن خروشچف فوراً دستور تشکیل هیئت بازرسی به ریاست برژنف را داد تا برای بررسی و کشف علل حادثه به منطقه اعزام شوند. سرگئی خروشچف (فرزند نیکیتا خروشچف)، در خاطراتش یادآور شد که خروشچف تأکید کرد در موشکافی واقعه نباید هیچ‌یک از افراد دخیل تهدید یا تحت فشار گذاشته شوند. تیم در ساعت ۹ صبح مورخ ۲۵ اکتبر به پایگاه باینکور رسید. نخستین جلسهٔ هیئت، به محض ورود به سایت برگزار شد. لئونید برژنف در همان ابتدا و در خطاب به بازماندگان حادثه اذعان کرد:
"ما قصد مجازات کسی را نداریم، زیرا افراد مقصر به سزای اعمال خود رسیده‌اند"
اعضای هیئت بررسی:
در گزارش هیئت بازرسی علل حادثه چنین بیان شد:
در مدیریت پرتاب آزمایشی، اعتماد به نفس کاذب و نادیده گرفتن اصول ایمنی علل اصلی حادثه بودند. از منظر فنی، طراحی اشتباه شیر کنترل و تنظیم نادرست دلکوهای موشک که سبب ایجاد جریان اتصال کوتاه شدند، منجر به ایجاد حریق در موتور مرحله دوم موشک شد و به تبع آن کل موشک و سکوی پرتاب به آتش کشیده شدند. به منظور حصول موفقیت در این پروژه، می‌بایست تمام طرح موشک و خصوصاً سیستم‌های کنترل و مدارهای الکتریکی مورد بازبینی و در صورت لزوم از نو طراحی شوند تا بدین وسیله آزمایش با حداکثر ایمنی صورت پذیرد. همچنین لازم است ذکر شود که بازسازی و مرمت سایت ۴۱ حدود ۱۰ الی ۱۵ روز بطول می‌انجامد و از سرگیری فرایند آزمایش از ماه نوامبر از سرگرفته خواهد شد.
اتصال کوتاه به چه معناست؟
اتصال کوتاه زمانی اتفاق می‌افتد که میان دو رسانای تأمین کنندهٔ انرژی یا دو گره الکتریکی همچون ترمینال‌های فاز و نول، جریان برق با مقاومت بسیار کم ایجاد شود. بدین معنا که جریان برق به هنگام عبور مقاومت کمی (و در مواردی هیچ مقاومتی) را بر سر راه خود می‌یابد، لذا جریان برق با ولتاژ بسیار بالایی در بین دو گره ایجاد می‌شود (یعنی یک مدار کوتاه، برقی که کمترین مقاومت را در مقابل خود دارد بین دو نقطه هدایت می‌کند) که این امر منجر به افزایش بیش از حد حرارت و به تبع آن ذوب شدن سیم‌ها، آتش‌سوزی، انفجار یا از کار افتادن مدار می‌شود. یکی از دلایلی که منجر به چنین واقعه ای می‌شود -و دلیل فنی در فاجعهٔ ندلین بود- سست بودن مدارها (درکنار تنظیم اشتباه دلکو) بوده‌است.

## بنای یادبود کشته شدگان
در ۲۸ اکتبر، سرلشکر افیمنکو فهرست اسامی کشته شدگان را امضا کرد و فهرست در بایگانی‌های محرمانه حزب کمونیست قرار گرفت و دولت اتحاد شوروی نزدیک به سه دهه از اعلام این فاجعه سرباز زد تا اینکه سرانجام سالها بعد توسط بوریس یلتسین منتشر شد. سه سال بعد از این واقعه در محل سایت ۴۱ بنای یادبودی به یاد کشته شدگان در شهر باینکور تأسیس شد.

## از سرگیری پروژه
در مارس ۱۹۶۰، طی فرمان مارشال دیمیتری اوستینوف، مؤسسهٔ طراحی Ts-KB 34 طراحی نسخهٔ سیلو پرتاب آر-۱۶ را آغاز کرد که این نسخه آر-۱۶ یو نام گرفت.
ولادیمیر سرگئی، رئیس مؤسسهٔ طراحی سیستم‌های کنترل 885-NII به عنوان جانشین کونوپلوف منسوب شد. پروژهٔ آر-۱۶ در ژانویهٔ ۱۹۶۱ از سر گرفته شد در ۲ فوریه ۱۹۶۱، نخستین پرتاب آزمایشی صورت گرفت اما موشک پس از طی ۵۲۰ کیلومتر مسافت سقوط کرد و نهایتاً نخستین پرتاب موفق آن در ۱ نوامبر ۱۹۶۱ صورت گرفت و در ۱۵ ژانویه ۱۹۶۳ وارد مرحلهٔ تولید انبوه شد. آزمایش مدل یو نیز در ژانویه ۱۹۶۲ صورت پذیرفت. نسخه یو نیز در ۱۵ ژوئیه ۱۹۶۲ عملیاتی شد. هر گردان پرتاب دارای سه سکوی زیر زمینی بود و یک ایستگاه مستقل که در ۸ کیلومتری آنها واقع شده بود وظیفهٔ کنترل و پرتاب موشکها را برعهده داشت. اولین محمولهٔ موشک‌ها در ۳ فوریه ۱۹۶۳ تحویل و برای نخستین بار در اکتبر ۱۹۶۶ به نمایش عمومی درآمدند.
این موشکها تا سال ۱۹۷۴ به‌صورت عملیاتی باقی ماندند و پس از آن طبق مفاد معاهدهٔ محدود سازی سلاح‌های استراتژیک موسوم به سالت-۱، اتحاد شوروی کلیهٔ آر-۱۶های خود را تا سال ۱۹۷۸ نابود کرد.
مشخصات آر-۱۶:
طول: ۳۱ متر
۳۲ متر نسخه یو
قطر: ۳ متر
وزن: ۱۴۰ تن
برد:
۱۳۰۰۰ کیلومتر با سرجنگی ۳ مگاتنی
۱۱۰۰۰ کیلومتر با سرجنگی ۵ مگاتنی
۱۰۵۰۰ کیلومتر با سرجنگی ۶ مگاتنی